# LD-2000
LD-2000 (chinesisch 陆盾2000, Pinyin LuDun-2000 – „Landschild 2000“) ist ein modernes chinesisches Kurzstrecken-Flugabwehrsystem, das zum Schutz von Fahrzeugverbänden und strategischen Einrichtungen dient. Primär wurde es für den Export konzipiert.

## Entwicklungsgeschichte
Die VR China stellte im Jahr 2004 das LD-2000-System erstmals der Öffentlichkeit vor, das als Flugabwehrwaffe über eine 30-mm-Gatling-Kanone verfügte, die eigentlich für den Einsatz auf Schiffen der Marine vorgesehen ist. Trotz intensiver Vermarktung, ist jedoch keine LD-2000 exportiert worden. 

## Technik
Die ferngesteuerte siebenläufige 30-mm-Gatling-Kanone Type 730 CIWS ist auf dem hinteren Teil eines 8×8-LKW verbaut, ein Feuerleitradar befindet sich ebenfalls auf dem Basisfahrzeug. Dabei handelt es sich entweder um einen WS2400 oder um eine Variante des HY473. Zum Abfeuern müssen aus Stabilitätsgründen vier hydraulische Stützen auf den Boden abgesenkt werden.
Die Kanone wird von einem externen Stromaggregat mit Energie versorgt und hat eine Kadenz von 4.200 bis 5.800 Schuss/min. Die maximale Reichweite beträgt 3.000 m, typischerweise erfolgt die Bekämpfung ab einer Entfernung von 1.000 bis 1.500 m. Das System kann Ziele mit einer Geschwindigkeit von maximal Mach 2 abfangen.
Auf dem Dach des Geschützturms ist ein Feuerleitradar vom Typ 347G sowie ein IR/optisches Zielerfassungsgerät montiert, das auch einen Laserentfernungsmesser beinhaltet. Die Kanone wird von einem Schützen in der Kabine hinter dem Fahrerhaus bedient.